# Maldives Basketball Association
Die Maldives Basketball Association  ist der offizielle nationale Basketball-Verband auf den Malediven. Er hat seinen Sitz in Malé.

## Geschichte und Aufgaben
Der Verband wurde am 12. August 1991 gegründet. Seit 1997 ist der Verband Mitglied der Fédération Internationale de Basketball (FIBA). Präsident des Verbandes ist zur Zeit Ahmed Adam. Der Verband ist außerdem für die Maledivische Basketballnationalmannschaft der Herren und die Maledivische Basketballnationalmannschaft der Damen verantwortlich. 
| Kriterium                                    | Anzahl |
| -------------------------------------------- | ------ |
| Registrierte Vereine                         | 26     |
| Lizenzierte weibliche Basketballspielerinnen | 150    |
| Lizenzierte männliche Basketballspieler      | 300    |
| Unlizenzierte Basketballspieler/innen        | 500    |

## Basketballfunktionäre des Verbandes (Auswahl)

### Liste von Präsidenten
| Name        | von | bis | Beleg |
| ----------- | --- | --- | ----- |
| Ahmed Adam  |     |     | [ 2 ] |
| Ahmed Hafiz |     |     | [ 1 ] |

### Liste von Vizepräsidenten
| Name           | von | bis | Beleg |
| -------------- | --- | --- | ----- |
| Hussain Suhail |     |     | [ 2 ] |

### Liste von Generalsekretären
| Name          | von | bis | Beleg |
| ------------- | --- | --- | ----- |
| Visam Rasheed |     |     | [ 2 ] |